# 酒巻光宏
酒巻 光宏（さかまき みつひろ、1983年6月8日 - ）は日本の男性声優。熊本県出身。81プロデュース所属。

## 略歴
小学5年生の時にバラエティ番組『声♥遊倶楽部』を観て、後に声優を目指すきっかけになったという。
アミューズメントメディア総合学院、81演技研究所：東京校出身。
2007年4月、81プロデュースに所属。

## 人物
声優としてはテレビアニメ、ゲームなどを中心に活動
趣味・特技は卓球、サッカー（主に観戦）、映画鑑賞。
趣味として超特急を挙げており、ファンクラブにも所属している8号車（超特急ファンの愛称）。ライブには関係者席ではなく、自分で取ったチケットで参加している。超特急メンバーのリョウガはアニメ好きということもあり、2人でアニメのコラボカフェに行っている様子が度々Twitterにて報告されている。普段からくだらないLINE（リョウガ命名）をしているとのこと。
2023年6月時点のマイブームは文房具を集めること。
好きな言葉は「やりたいか？やりたくないか？」。

## 出演

### 劇場アニメ
2009年
- レイトン教授と永遠の歌姫（デスコールの部下）

2010年
- 劇場版ポケットモンスター ダイヤモンド&パール 幻影の覇者 ゾロアーク（グーンのハッサム）
- ブレイク ブレイド（重騎士C、伝令）

2011年
- 劇場版 戦国BASARA -The Last Party-（孫兵衛）

2012年
- 神秘の法（副官）
- ドットハック セカイの向こうに
- 伏 鉄砲娘の捕物帳

2014年
- 劇場版 カードファイト!! ヴァンガード ネオンメサイア（MCミヤ）

2019年
- 映画 この素晴らしい世界に祝福を!紅伝説（ぷっちん）

2022年
- 映画 ゆるキャン△（整備士）

### OVA
- やなせたかしメルヘン劇場 ガンバリルおじさんとぎんいろまん（2008年、ドングラ）
- 怪物王女（2010年、ロボ・ワイルドマン）
- 神のみぞ知るセカイ（2011年、受付）※単行本第14巻限定版付属DVD
- マジンカイザーSKL（2011年、ガラン軍大将） - 2010年劇場先行公開

### Webアニメ
- Xenosaga II to III a missing year〜U.M.N.に封印されし真実の断片〜（2006年、スキエンティアエージェントC）
- 亡念のザムド（2008年、タルカの部下）
- 残念女幹部ブラックジェネラルさん（2017年、ブレイブマン、戦闘員）
- モンキーピーク（2018年、富久[11]）
- 爆丸エボリューションズ（2023年、レイクマン）
- ウマ娘 プリティーダービー ROAD TO THE TOP（2023年、八百屋）

### ゲーム
2005年
- プリンセスメーカー4（ケットシー）

2008年
- 幻想水滸伝ティアクライス（ウラガン、エヌムクラウ、ハフィン、バルザム）

2009年
- メタルファイト ベイブレード 爆誕!サイバーペガシス（ブレーダー）

2010年
- 斬撃のREGINLEIV（狩人のリーダー、巨人A）
- .hack//Link（ザワン・シン、コルベニク）

2012年
- エルクローネのアトリエ 〜Dear for Otomate〜（オズワルド）
- 王と魔王と7人の姫君たち 〜新・王様物語〜（コツトン）

2013年
- カードファイト!! ヴァンガード ライド トゥ ビクトリー!!（MCミヤ）

2015年
- ザクセスヘブン（狛田呪怨、黒塚五神）
- ネットハイ（セバスチャン）

2017年
- クイズRPG 魔法使いと黒猫のウィズ（2017年 - 2018年、Mr.ボブ、ペオルタン）

2019年
- 北斗の拳 LEGENDS ReVIVE（2019年 - 2023年、ダイヤ、ライガ、殺）

### ドラマCD
2020年
- 千歳くんはラムネ瓶のなか ドラマCD 「王様とバースデー」（岩波蔵之介)

### BLCD
- あざやかな恋情（町民）
- ターニングポイント（友人、観客1）
- 猛き龍に抱かれて（劉刑事）
- タナトスの双子1912（リャザーノフ伯爵、兵A）

### ラジオ
- 声優王国!あんたの声が好きやねん（第14期）
- SUNSTAR MIDNIGHT HARBOUR（FMヨコハマ・FM802、2012年9月 - 2021年3月）
- SUNSTAR STARLIGHT HARBOUR（FMヨコハマ・FM802、2021年4月 - 2024年3月)
- ニッポン放送開局60周年記念 オーディオドラマ『海賊とよばれた男』（ニッポン放送、2014年1月、重森俊雄 役）[16]
- 抱腹絶倒!!金光宣明と酒巻光宏と兼高美雪のハピラジ!
- 朗読劇「太陽のかわりに音楽を。2022」スペシャル（ニッポン放送ポッドキャストステーション 2022年5月2日、9日）

### ラジオCD
- ラジオCD「立ち上がれ!僕らのヴァンガード」Vol.6

### オーディオブック
- 海賊とよばれた男（2014年、重森俊雄[16]）
- 真田十勇士（2016年、後藤又兵衛[17]）
  - 真田十勇士1 参上、猿飛佐助
  - 真田十勇士2 決起、真田幸村
  - 真田十勇士3 激闘、大坂の陣
- 銀河英雄伝説外伝 ダゴン星域会戦記 オリジナルキャスト版（2016年、インゴルシュタット）
- 椿山課長の七日間（2017年、竹之内勇一[18]）
- とある飛空士への恋歌（2019年、朗読、ミハエル[19]）
- 知られざる皇室外交（2019年、朗読[20]）
- 一万年の午後（2019年、朗読[21]）
- 千歳くんはラムネ瓶のなか 1〜2（2020年 - 2021年、岩波蔵之介[22]）
- スチームヘヴン・フリークス（2020年、エリオット 他[23]）
- 明日の世界で星は煌めく（2020年、父 他[24]）
- 元将軍のアンデッドナイト（2020年、朗読、ヘクトル 他[25]）
- 董白伝〜魔王令嬢から始める三国志〜（2021年、董卓、陳宮 他[26]）
- ゼロ・トゥ・ワン 君はゼロから何を生み出せるか（Audible配信版）（2021年、朗読[20]）
- あの夏、最後に見た打ち上げ花火は（2021年、三島竹雄、眞田尚人 他[27]）
- 夢探偵フロイト（2021年 - 2024年、朗読、伊集院周五郎、学長[28][29]）
  - 夢探偵フロイト-マッド・モラン連続死事件-
  - 夢探偵フロイト-てるてる坊主殺人事件-
  - 夢探偵フロイト-ナイトメアの殺人実験-
- 双血の墓碑銘（2021年、朗読、ヒコック[30]）
- ふぉーくーるあふたー（2021年、朗読[31]）
- 忘却のアイズオルガン（2022年、朗読 他[32]）
- 魔女と猟犬（2023年、ナレーション）
- とある飛空士への恋歌4（2022年、朗読、バンデラス、ルイス）

### DVD・BD
- 「神のみぞ知るセカイ」中川かのん starring 東山奈央 2nd コンサート2014 Ribbon Illusion（2014年2月22日、舞浜アンフィシアター ）BD/DVD：2014年5月28日
  - BD/DVD：オーディオコメンタリー（出演：東山奈央・若木民喜・酒巻光宏・増田武史・川崎里実・甲克裕）

### テレビドラマ
- 実況される男（榎田）

### 映画
- MIRACLE デビクロくんの恋と魔法

### テレビ番組
- 旅するフランス語（解説者（人形）トリスタン・ド・グドーの声）
- 天才てれびくんhello,（2020年、セピ夫、セピ夫の祖父の声）
- テレどーも!（2023年、DJ宝箱の声）

### テレビナレーション
- 碧い楽園・徳島
- オリンピックをデザインした男たち（語り）
- ショートストーリーズ
- 覇王伝説〜戦国武将最強は誰だ?〜
- 超特急の鋼メンタル!!
- TOKYO MX 超×D
- SUN AUDITION 〜君の声優ストーリーをつくろう!〜
- 国宝　東京国立博物館のすべて
- 映像の世紀 バタフライエフェクト 「#ブルース・リー 友よ水になれ」
- 有吉くんの正直さんぽ（2024年7月27日-、玄田哲章の体調不良に伴う代役）

### ボイスオーバー
- 世界ふれあい街歩き
- TBS 日立 世界・ふしぎ発見!

### CMナレーション
- アディダス アディファイト
- アリコジャパン
- WOWOW 映画番宣
- 明治グミ
- ストレッチーズ　ミュータントファイターズ
- 海の恐竜&Co.（アンドコ）

### 吹き替え

#### 映画（吹き替え）
- インセプション（タダシ）
- インファナル・アフェアIII 終極無間（ワン）
- WEAPONS（アフメッド）
- エクスペンダブルズ（海賊）
- 狼たちの処刑台（カール）
- グレート・ホワイト（チャーリー〈アーロン・ジャクベンコ〉[33]）
- ザ・エッグ 〜ロマノフの秘宝を狙え〜（モレッリ）
- S.A.D 米国特殊部隊（ドラゴミール）
- シングルマン（カルロス〈ジョン・コルタジャレナ〉）
- セックス・アンド・ザ・シティ2（シバブ）
- ゾーンA（デュリエ）
- チェイサー（チェ刑事）
- 沈黙の牙 TRUE JUSTICE2 PART3（ボージャン）
- トゥ・ヘル（マイク〈ギャレット・クレイトン〉）
- 特捜刑事 スパルタン（グレース）
- トロン: レガシー（タクシー運転手）
- ネイビーシールズ ナチスの金塊を奪還せよ!（スタントン・ベイカー）
- パイレーツ・オブ・カリビアン/生命の泉（階段の衛兵）
- みんな私に恋をする
- われらが背きし者（ビリー・マットロック〈マーク・ゲイティス〉）

#### ドラマ
- iCarly
- キャッスル 〜ミステリー作家は事件がお好き（ハリソン・ティスデール）
- クイーンズ・ギャンビット
- 恋のからさわぎ
- サマンサ Who?
- 食客（ギジョン）
- スーパーナチュラル（マーク）
- 脱出!スコーピオンアイランド（ジョエル）
- 西海岸捜査ファイル グレイスランド（ラファエル・コルテス）
- ヘヴィメタル・クロニクル（ボルト〈マイケル・ジェイ・ホワイト〉[34]）
- ポリティカル・アニマルズ（ダグラス・ハモンド〈ジェームズ・ウォーク〉）
- バケーション with デレク
- ミディアム5 霊能者アリソン・デュボア（ブラントリー・アトキンス）
- ライ・トゥ・ミー 嘘は真実を語る（プレストン）
- リジェネシス4 バイオ犯罪捜査班 #8
- リベンジ（リキャップ）
- 猟犬たちの夜 オルフェーヴル河岸36番地-パリ警視庁（サリフ）

#### アニメ
- きかんしゃトーマス（トレバー、ダッシュ、バーティー、アルバート、バート、デクスター 他）※テレビ東京版、NHK版
  - きかんしゃトーマス 探せ!!謎の海賊船と失われた宝物（バート、バーティー）
  - きかんしゃトーマス とびだせ!友情の大冒険（トレバー）
  - きかんしゃトーマス Go!Go!地球まるごとアドベンチャー（バーティー、オードリー、モアイ）
- 最強武将伝 三国演義（侯成、文丑、卞喜、劉曄、使者、崔州平、先導役、虞翻、甘寧、周泰、買華、武官、李恢、張獄、崔諒、妖怪役、鍾会）
- 時光代理人 -LINK CLICK-（ラジオDJ）
- 魔道祖師（藍啓仁[35]、ナレーション）
- ミュータント・タートルズ（フットソルジャー1、護衛1）
- ゆかいなみつばちファミリー（ヴィンス、ヤスデ）
- ヨウゼン（カン[36]）

### 司会
- 超特急のムチャぶらツアー 〜本物の男は誰だ?8号車が決めちゃおう祭〜
- EBiDAN 大運動会 『スポーツマンヒップ！』
- 第2回 EBiDAN大運動会『スポーツマンヒップ！』
- 第3回 EBiDAN大運動会『スポーツマンヒップ！』

### 舞台
- 弘兼憲史 オーディオコミックシアター「黄昏流星群」（2019年9月19日 犯人役、社長役他）
- 朗読劇「スマホを落としただけなのに 戦慄するメガロポリス」（2021年3月7日、9日、11日 兵頭彰 役）
- オールナイトニッポン55周年記念公演朗読劇「太陽のかわりに音楽を。2022」(2022年5月10日、14日、17日 倉本洋二郎 役)
- 朗読劇「確率捜査官 御子柴岳人」（2022年8月7日 津山重臣 役）

### シリーズ一覧
1. ↑  『流星のロックマン』（2007年）、続編『流星のロックマン トライブ』（2007年）
2. ↑  第1期（2008年）、第2期『CAPU2』（2008年）
3. ↑  第1期（2009年）、第2期『弐』（2010年）
4. ↑  第1期（2010年）、第2期『II』（2011年）、第3期『女神篇』（2013年）
5. ↑  【2011年版『カードファイト!! ヴァンガード』シリーズ】

第1期（2011年 - 2012年）、第2期『アジアサーキット編』（2012年 - 2013年）、第3期『リンクジョーカー編』（2013年 - 2014年）、第4期『レギオンメイト編』（2014年）

【『カードファイト!! ヴァンガードG』シリーズ】

第1期（2014年 - 2015年）、第2期『ギアースクライシス編』（2015年 - 2016年）、第4期『NEXT』（2016年 - 2017年）

【2018年版『カードファイト!! ヴァンガード』シリーズ】

中・高校生編（2018年 - 2019年）、続・高校生編（2019年）、新右衛門編（2019年 - 2020年）、『外伝 イフ-if-』（2020年）
6. ↑  第2期（2012年）、第3期（2012年 - 2013年）
7. ↑  第1期（2014年）、第2期『新章』（2017年）
8. ↑  【デュエル・マスターズ VS】

第3期『VSRF』（2016年）

【デュエル・マスターズ（2017年版）】

第1期（2017年）
9. ↑  第2期『2』（2017年）、第3期『3』（2024年）
10. ↑  第4期『GLORY LINE』（2018年）、第5期『LIMIT BREAK』（2022年）
11. ↑  第1期（2020年）、第2期『2』第1クール（2025年）、第2期『2』第2クール（2025年）
12. ↑  第1期（2020年）、『Season 2』（2022年）

### 初出話一覧
1. 1 2  第2期 第9話初出
2. ↑  第1期 第3話初出
3. ↑  第1期 第12話初出
4. ↑  第1話初出
5. 1 2  第7話初出
6. ↑  第9話初出
7. ↑  第10話初出
8. ↑  第2話初出
9. ↑  第8話初出
10. 1 2  第5話初出
11. ↑  第6話初出
12. ↑  第3話初出